# Zdviž (takeláž)

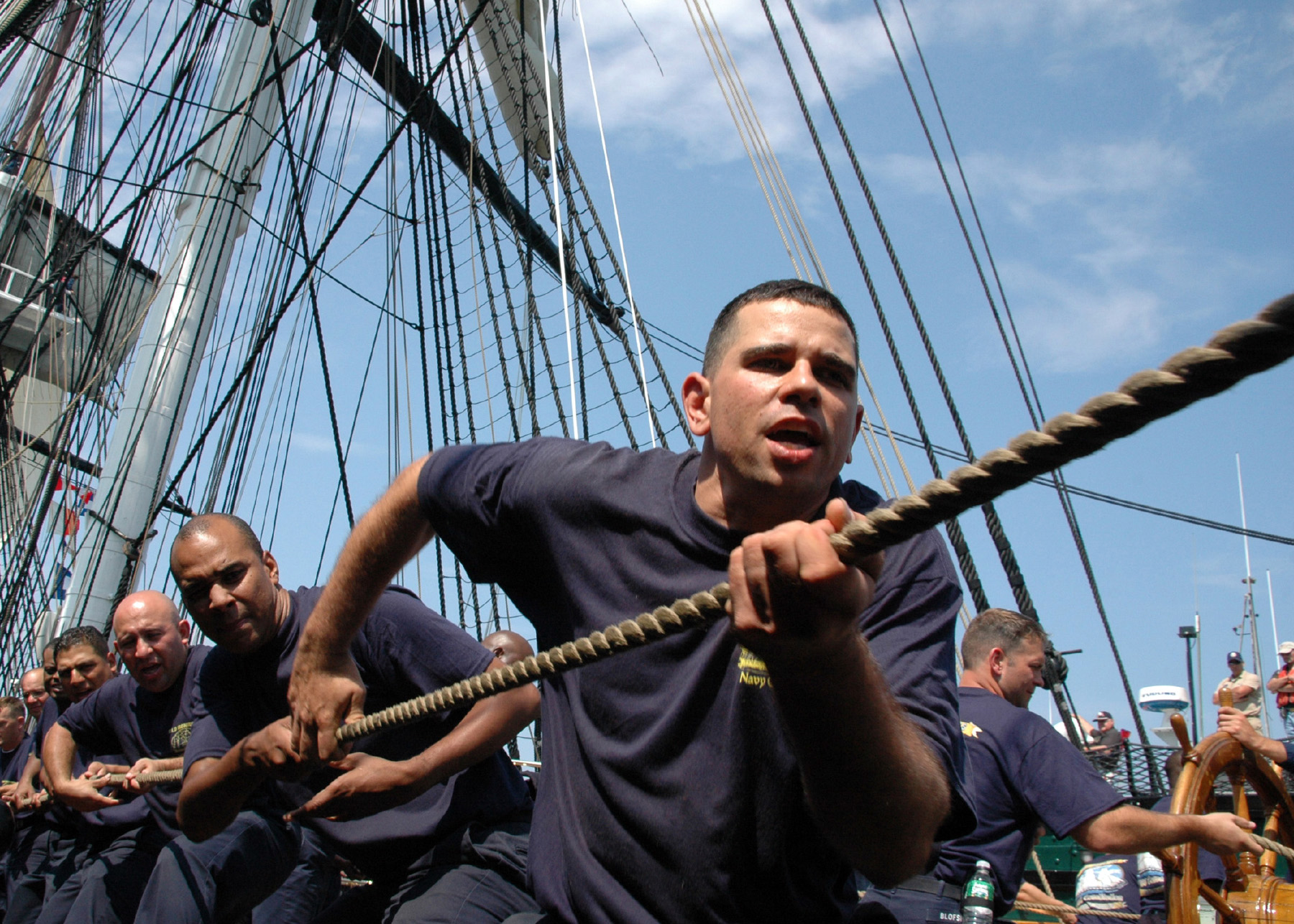
Námořníci tahající zdviž

V takeláži plachetnic je zdviž (případně výtah) lano, které slouží k vytahování žebříků, plachet, vlajek nebo ráhen. Zdviže, stejně jako většina ostatních součástí pohyblivého lanoví, byly běžně vyráběné z přírodních vláken, jako je manila nebo konopí.

## Typy plachet
- Příčná plachta se zdviží je připevněna na zdvihacím ráhně, které se může volně klouzat na části stožáru. Zdviž se používá ke zdvihnutí ráhna při rozvinování plachet.
- Vratiplachta má dvě zdviže, jednu na každém konci vratiráhna.